# Leucadendron procerum
Espèce
Leucadendron procerum est une espèce de plantes à fleurs de la famille des Proteaceae. Cette plante, originaire du Cap-Occidental en Afrique du Sud, fait partie du fynbos.

## Description

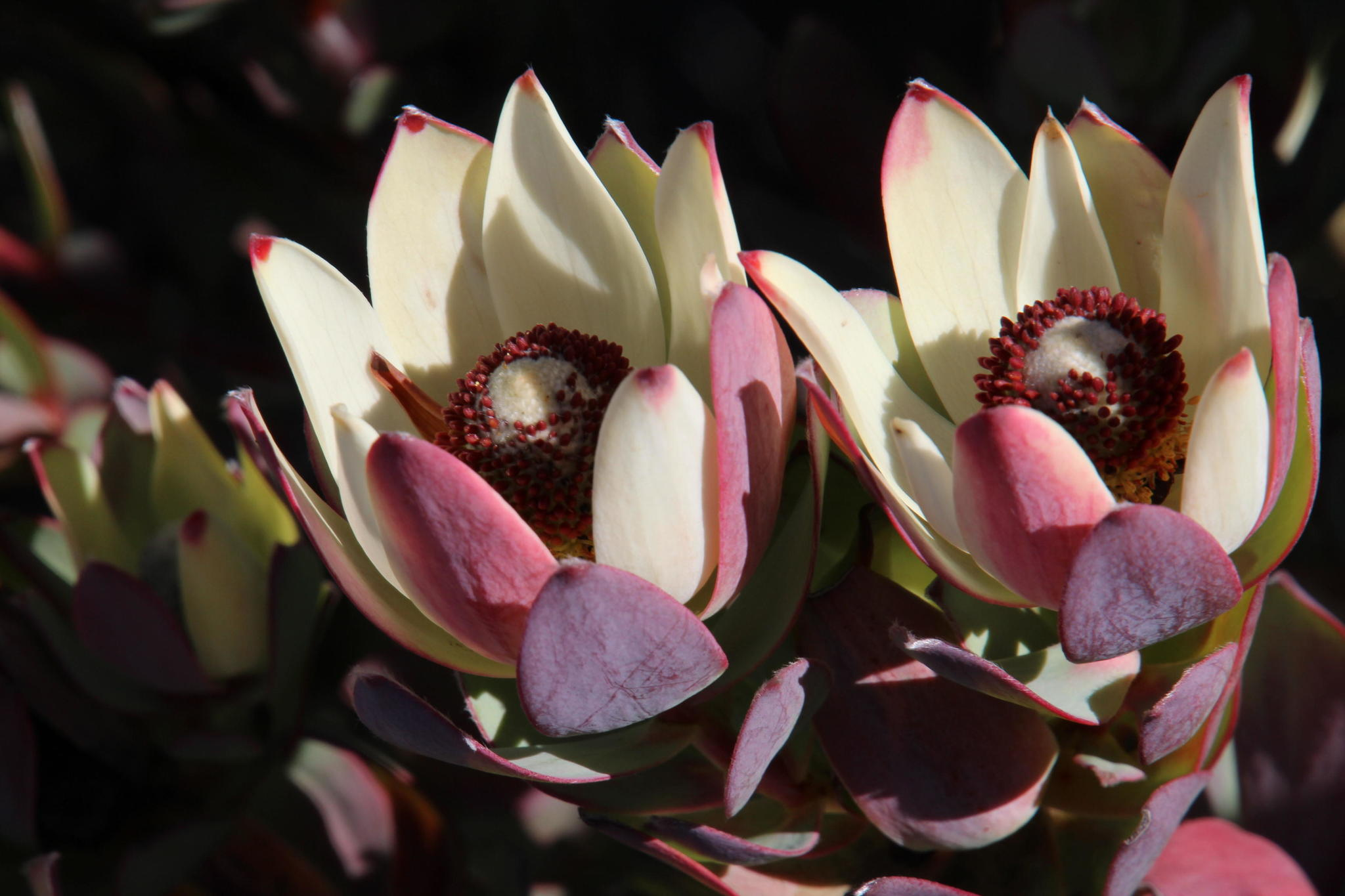

L'arbuste atteint 3 m de haut et fleurit en août. La plante meurt lors d'un incendie, mais les graines survivent. Celles-ci sont stockées dans un trou sur la plante femelle et tombent au sol après un incendie. Elles sont disséminées par le vent. Elles sont ailées. La plante est unisexuée et possède des fleurs mâles et femelles distinctes, pollinisées par les insectes.

## Répartition et habitat
La plante est présente sur les monts Bokkeveld, Gifberg, Cederberg, jusqu'aux monts Olifants et dans le nord du Veld Sandveld. Elle pousse principalement dans les sables gréseux, aux altitudes comprises entre 300 et 670 m.

## Statut de conservation
L'espèce Leucadendron procerum a été évaluée en 2019 pour la Liste rouge des espèces menacées de l'UICN et est répertoriée comme vulnérable selon les critères B1ab(ii,iii,iv,v)+2ab(ii,iii,iv,v).

## Galerie

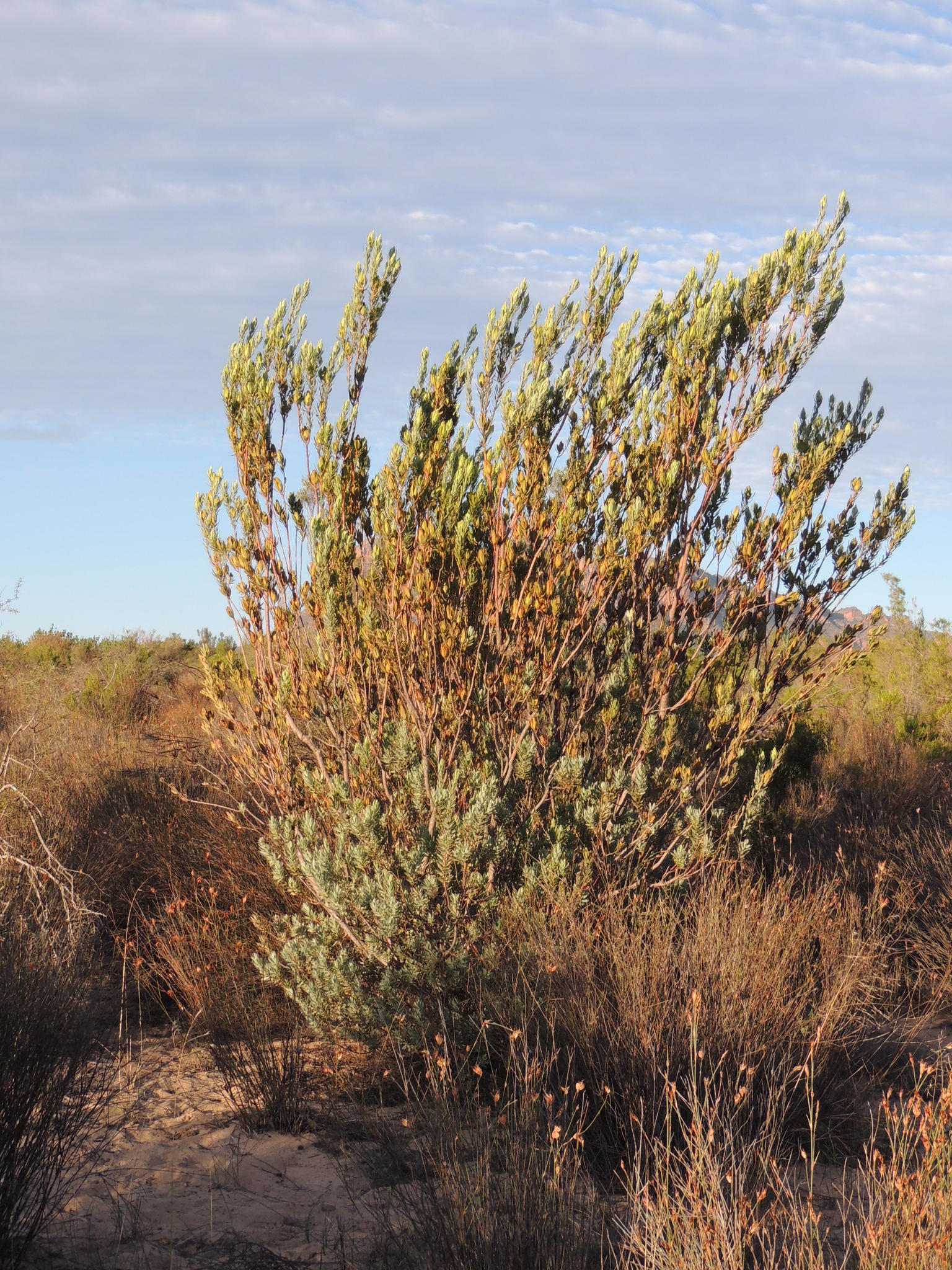
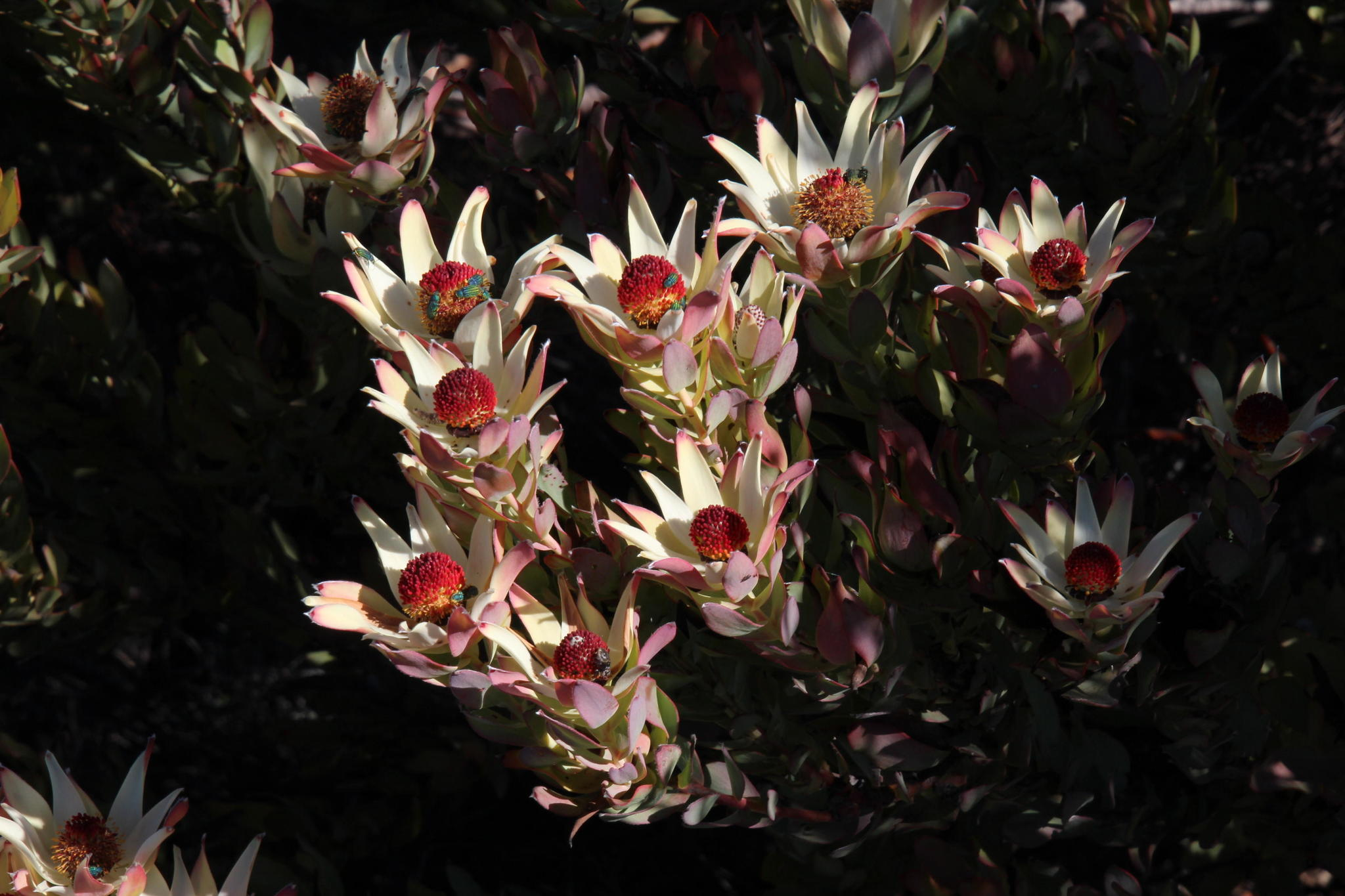
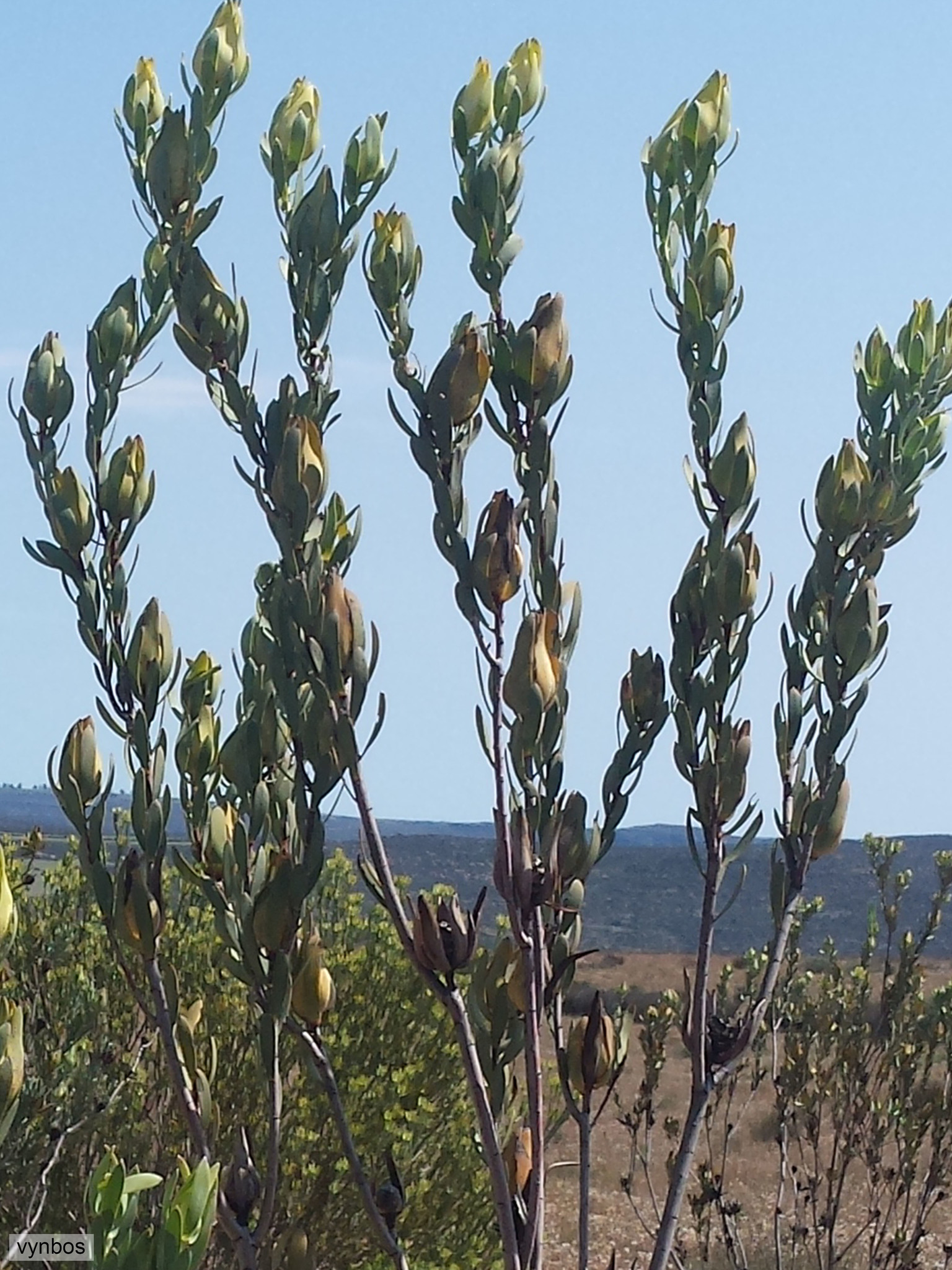
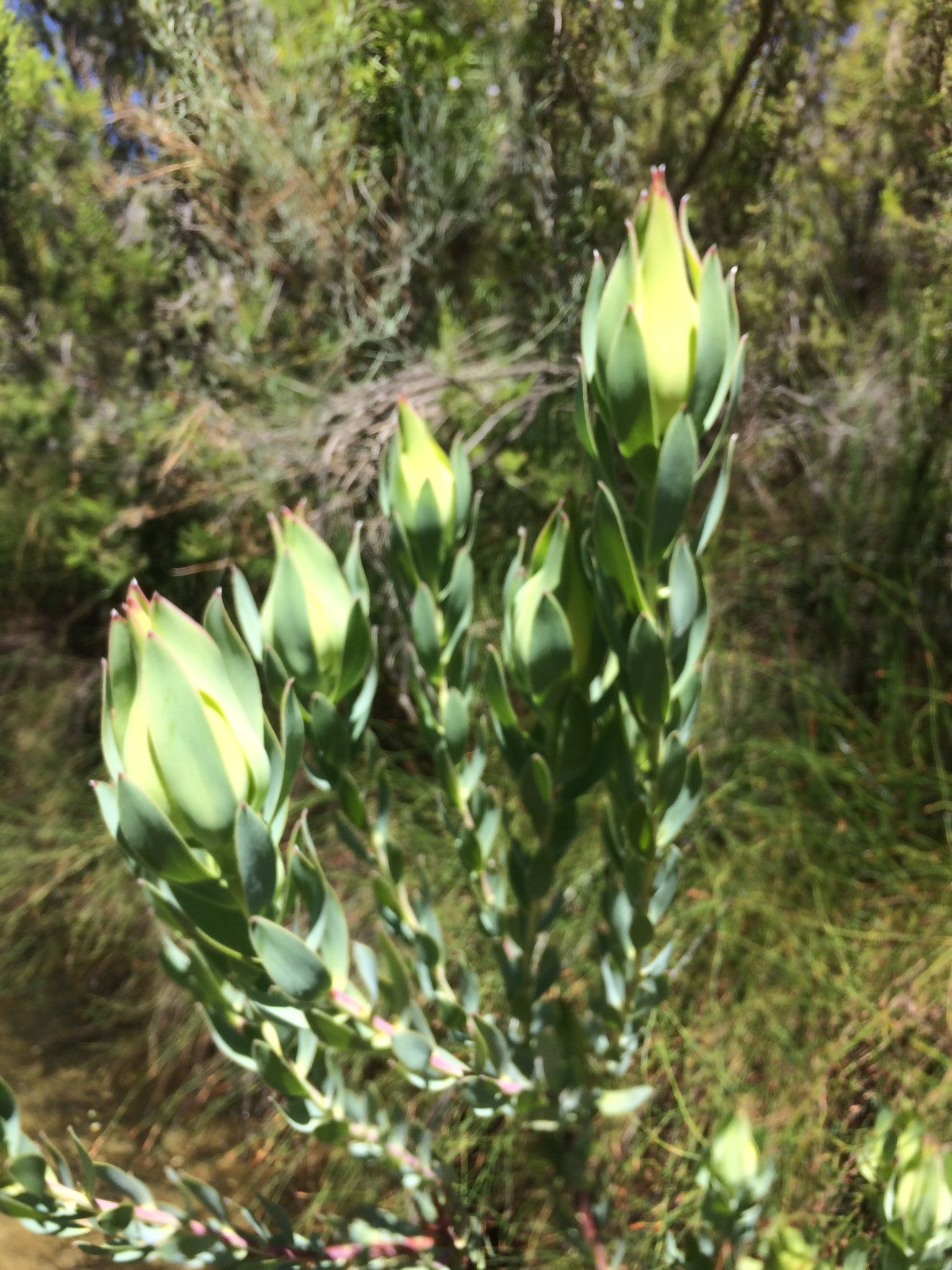
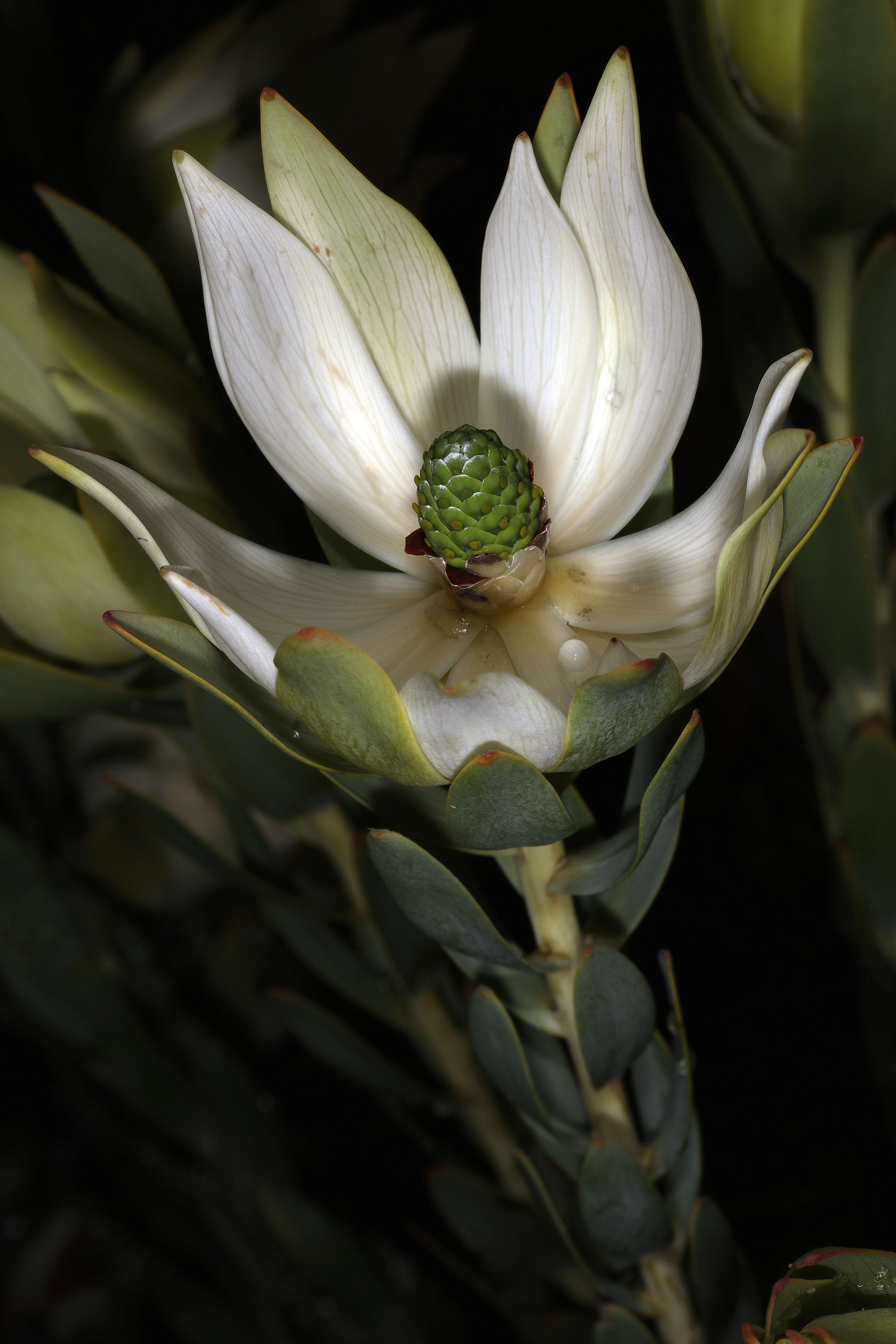

## Dénominations
Cette plante est appelée communément en afrikaans Langbeentjie, et, en anglais, Ivory conebush.

## Systématique
Le nom correct complet (avec auteur) de ce taxon est Leucadendron procerum (Knight) I.Williams (d).
L'espèce a été initialement classée dans le genre Euryspermum sous le basionyme Euryspermum procerum Knight.
Leucadendron procerum a pour synonymes :
- Euryspermum procerum Knight
- Leucadendron acuminatum H.Buek
- Leucadendron acuminatum H.Buek ex Meisn.
- Leucadendron concinnum R.Br.
- Protea concinna (R.Br.) Poir.

### Étymologie
Le nom de genre Leucadendron vient du grec leukos « brillant, blanc » et dendron « arbre ».
Son épithète spécifique vient du latin procerus « grand, majestueux ».